# Carlo Ambrogio Mezzabarba

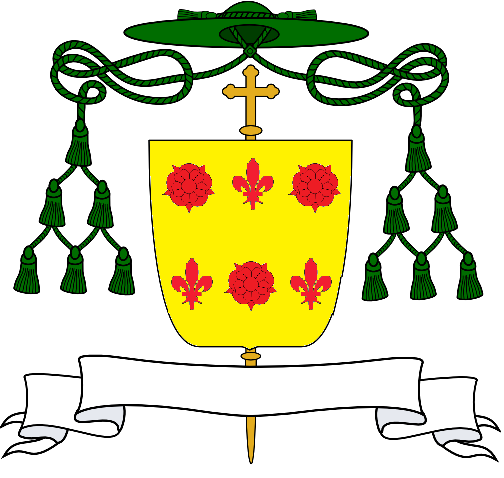
Mezzabarbas Bischofswappen (moderne Darstellung)

Carlo Ambrogio Mezzabarba (* 30. April 1685 in Pavia; † 7. Dezember 1741) war ein Bischof der römisch-katholischen Kirche.

## Leben

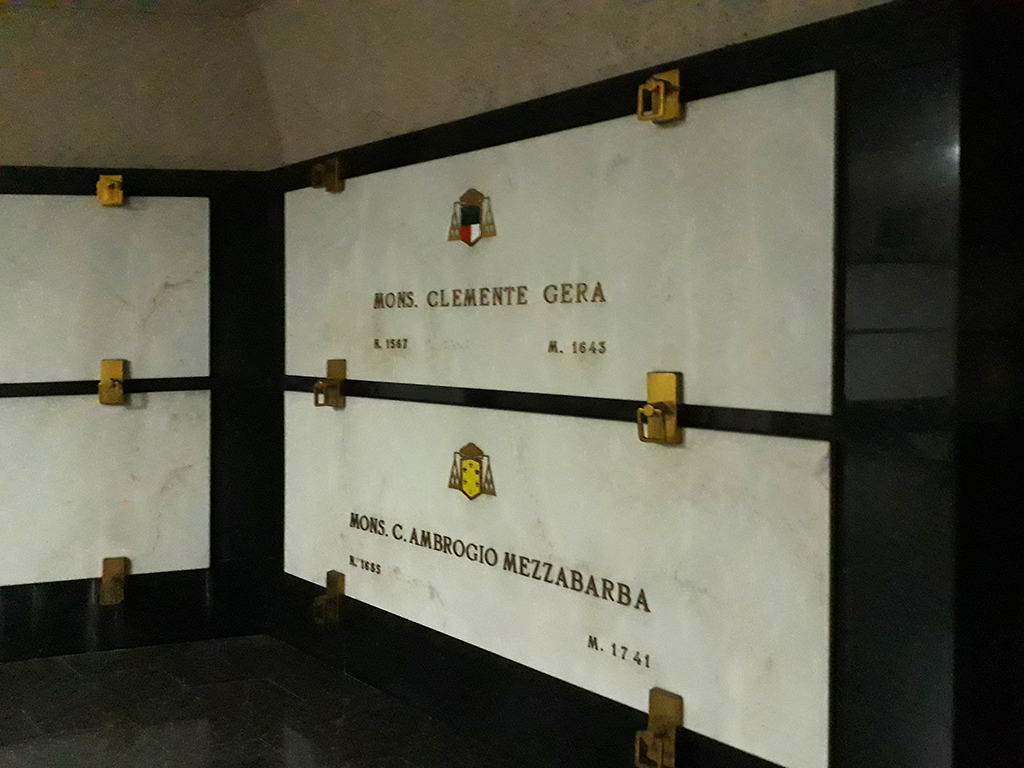
Grab des Bischofs (Bischofskrypta, Dom von Lodi)

Mezzabarba promovierte zum Doktor beider Rechte und arbeitete anschließend als päpstlicher Sekretär in Rom. Nachdem er Gouverneur von Todi und dann Sabina war, empfing er am 1. Mai 1718 die Priesterweihe und wurde am 18. September 1719 zum Titularpatriarchen von Alexandria ernannt. Die Bischofsweihe spendete ihm am 21. September 1719 der Kardinalbischof von Albano, Fabrizio Paolucci; Mitkonsekratoren waren die Titularerzbischöfe Giovanni Francesco Nicolai und Pier Luigi Carafa der Jüngere. Papst Benedikt XIII. entsandte ihn als Legat nach China, um den Ritenstreit beizulegen. Er wurde vom chinesischen Kaiser Kangxi empfangen, es gelang ihm jedoch nicht, Verständnis für die Haltung des Heiligen Stuhls, welcher eine Übersetzung der Riten in die chinesischen Sprachen ablehnte, zu erwecken. In einer Instruktion wies er die Missionare in China an, sich an die Vorgaben des Papstes zu halten, und kehrte wohl im Herbst 1721 nach Europa zurück. Auf seiner Reise überführte er den Leichnam des Legaten Charles Thomas Maillard de Tournon. 1725 wurde er zum Bischof von Lodi ernannt.